# Tauxigny
Tauxigny [toksiɲi] ist eine ehemalige französische Gemeinde mit zuletzt 1.403 Einwohnern (Stand: 2015) im Département Indre-et-Loire in der Region Centre-Val de Loire. Sie gehörte zum Arrondissement Loches und zum Kanton Loches. Die Einwohner werden Tauxignois genannt.
Zum 1. Januar 2018 wurde Tauxigny mit der Gemeinde Saint-Bauld zur Commune nouvelle Tauxigny-Saint-Bauld vereinigt und hat in der neuen Gemeinde keinen Status als Commune déléguée.

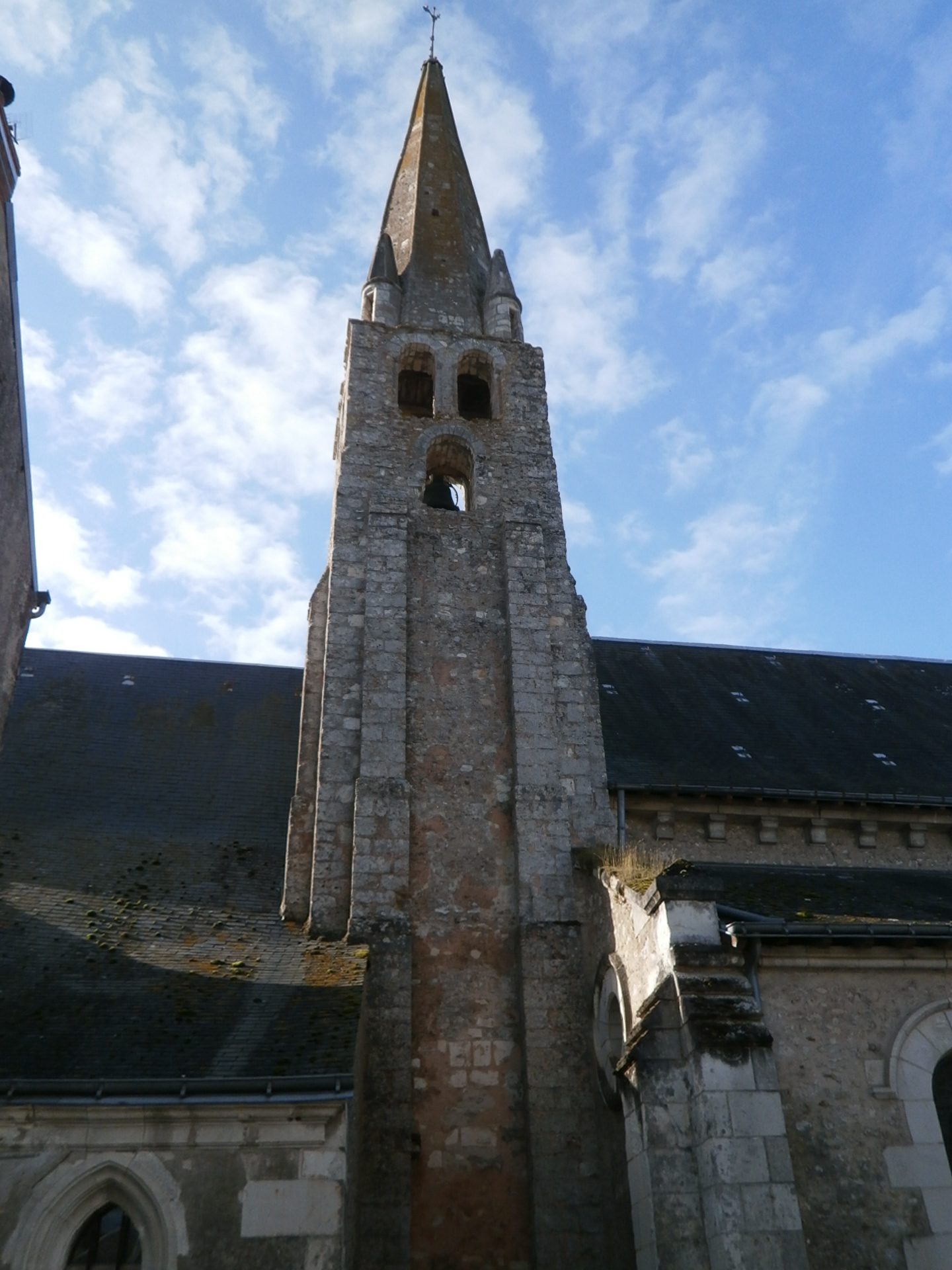
Kirche Saint-Martin

## Geographie
Tauxigny liegt etwa 31 Kilometer südöstlich von Tours am Échandon. Umgeben ist Tauxigny von den Ortschaften Saint-Branchs im Norden und Westen, Cormery im Norden, Courçay im Nordosten, Reignac-sur-Indre im Osten, Dolus-le-Sec im Südosten, Saint-Bauld im Süden, Le Louroux im Süden und Südwesten sowie Louans im Westen und Südwesten.

## Bevölkerungsentwicklung
| 1962                       | 1968 | 1975 | 1982 | 1990 | 1999 | 2006 | 2013 |
| -------------------------- | ---- | ---- | ---- | ---- | ---- | ---- | ---- |
| 896                        | 819  | 798  | 866  | 976  | 1090 | 1219 | 1255 |
| Quellen: Cassini und INSEE |      |      |      |      |      |      |      |

## Sehenswürdigkeiten
- Kirche Saint-Martin